# Manfred Baumgardt
Manfred Baumgardt (nacido en Witzenhausen en 1947) es un historiador, politólogo y activista LGBT de Alemania. 
Baumgardt proviene de una familia de obreros católica y creció en Hundelshausen. El padre, Wilhelm Baumgardt, estuvo activo en la comunidad católica como organista, aunque era comunista.

Tras su formación como administrativo y el Abitur en el Theodor Litt-Kolleg de Kassel, Baumgardt estudió Historia en el Friedrich-Meinecke-Institut y ciencias políticas en el Otto Suhr-Institut de la Universidad Libre de Berlín. Su diplomatura la realizó con Johannes Agnoli.
Inicialmente,  Baumgardt trabajó de profesor en un Gymnasium, pero pronto comenzó a colaborar con el movimiento gay.  En 1985 comenzó la Biblioteca Baumgardt y el Archiv zur Schwulenbewegung in Deutschland (en español, Archivo del movimiento gay en Alemania), y junto con Andreas Sternweiler y Wolfgang Theis, fundó el Schwules Museum. También trabaja estrechamente la sociedad Magnus Hirschfeld.

## Publicaciones (selección)
- Manfred Baumgardt, Ralf Dose, Manfred Herzer, Hans-Günter Klein, Ilse Kokula, Gesa Lindemann: Magnus Hirschfeld - Leben und Werk. Ausstellungskatalog. Westberlin: rosa Winkel (Schriftenreihe der Magnus-Hirschfeld-Gesellschaft 3) 1985
- 2ª ed. ampliada, Hamburg: von Bockel (Schriftenreihe der Magnus-Hirschfeld-Gesellschaft 6) 1992. Con un postfacio a la 2ª edición de Ralf Dose
- Manfred Baumgardt: Es stand alles in der Zeitung. Witzenhausen in der Zeit des Terrors 1933-1945. Book on Demand, Hamburg 2013, 212 pp, 21,90 Euro. ISBN 978 3732281060